# Amphiscepa cartilaginea
Amphiscepa cartilaginea är en insektsart som först beskrevs av Stsl 1859.  Amphiscepa cartilaginea ingår i släktet Amphiscepa och familjen sköldstritar. Inga underarter finns listade i Catalogue of Life.